# Christine Mboma
Christine Mboma, född 22 maj 2003, är en namibisk friidrottare som tävlar i kortdistanslöpning.

## Karriär
I juli 2021 stoppades Mboma och Beatrice Masilingi från att springa 400 meter vid olympiska sommarspelen 2020 i Tokyo då de båda hade förhöjda testosteronvärden, vilket enligt World Athletics regler förbjuder kvinnor att springa sträckorna 400 meter och upp till en engelsk mil. Hon hade dock även kvalificerat sig på 200 meter och valde att tävla i den sträckan. Mboma tog silver på 200 meter och blev den första kvinnan från Namibia att ta en medalj vid OS samt den första sedan 1996 att de en OS-medalj för Namibia.